# PLU-Code

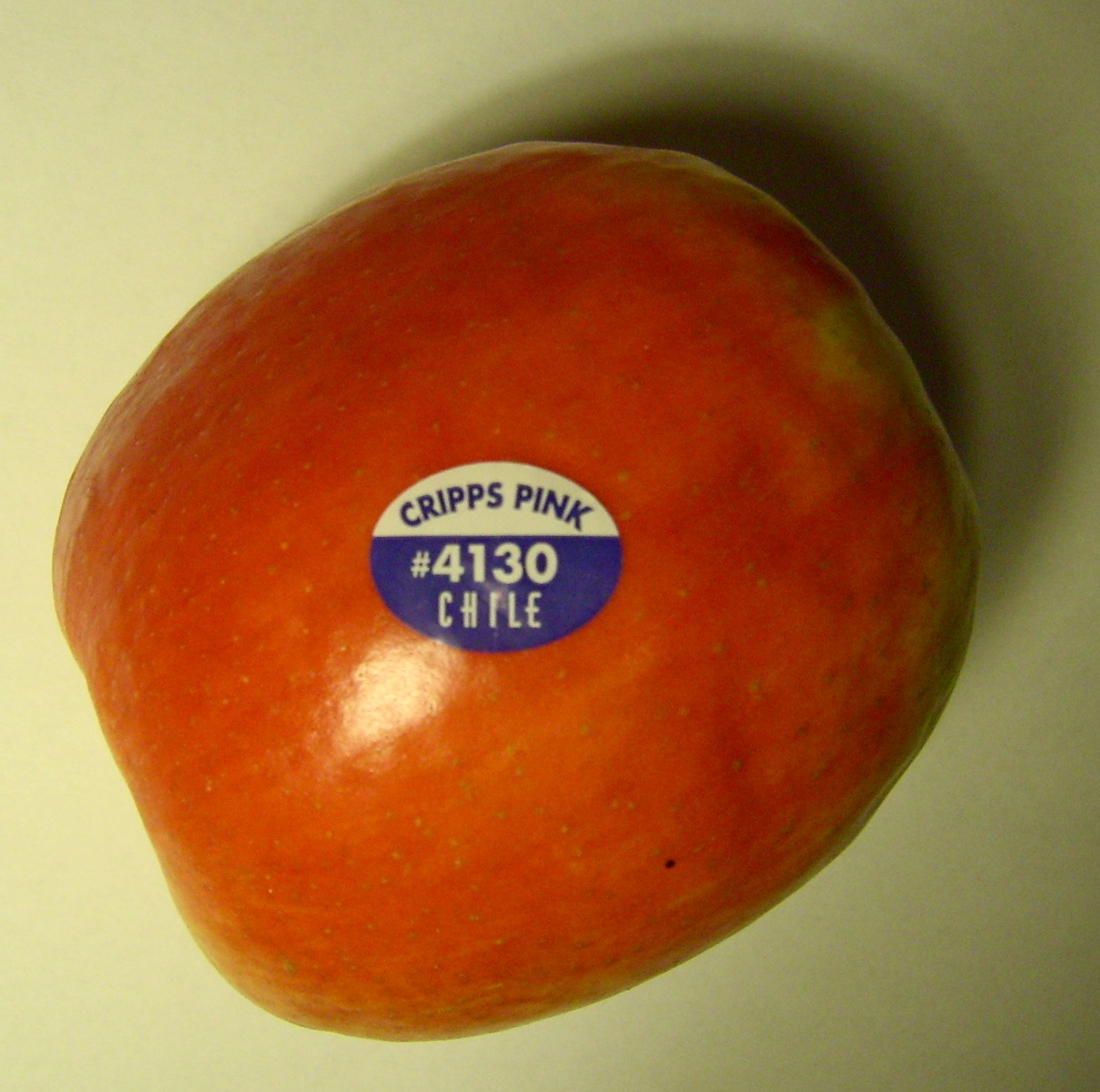
Ein Apfel der Sorte „Cripps Pink“, Merkmal „groß“, PLU-Code 4130

Der PLU-Code (auch PLU-Nummer; von englisch price look-up code ‚Preis-Nachschlage-Code‘) ist eine Identifikationsnummer für Produkte, vorwiegend Lebensmittel wie Obst- und Gemüse sowie Backwaren (Teigwaren). Meist sind die ID-Nummern drei- bis fünfstellig, seltener jedoch auch ein- und zweistellig.
Die International Federation for Produce Standards (IFPS) verwaltet seit 2001 Code-Nummern für Produkte aus dem Obst- und Gemüsebereich. Die Vergabe von PLU-Codes für Obst- und Gemüsesorten soll die Inventur und den Kassenverkauf dieser Produkte vereinfachen. Im Jahr 2010 waren über 1300 PLU-Codes vergeben. Die Nummern sind meist vier- oder fünfstellig. Bei fünfstelligen Nummern weist das Präfix 9 auf Produkte aus biologischem Anbau hin, so bezeichnet beispielsweise
der PLU-Code 94011 eine bestimmte Sorte von Bio-Bananen. Anfangs war das Präfix 8 zur Kennzeichnung gentechnisch veränderter Produkte vorgesehen, kam aber nicht zum Einsatz. Inzwischen werden 83000er Nummern für konventionelle und 84000er Nummern ebenfalls für Bio-Produkte vergeben.
Dieselbe Obst- oder Gemüsesorte kann verschiedene PLU-Codes zugeordnet haben, wenn die Ware nach Größe, Gewicht oder Farbe unterschieden werden soll, beispielsweise
- 4128 Äpfel „Cripps Pink“, klein (unter 205 g);
- 4130 Äpfel „Cripps Pink“, groß (ab 205 g).

Die Frucht bzw. das Gemüse wird mit einem Aufkleber, der meist ovale Form hat, mit der zutreffenden Nummer versehen. An der Kasse oder bei der Inventur kann die Ware dann anhand des PLU-Codes identifiziert werden. So können beispielsweise verschiedene Sorten roter Äpfel zu unterschiedlichen Preisen pro Kilogramm richtig berechnet werden.
Vor der Serieneinführung von Scannerkassen gab es Ladenketten, beispielsweise Aldi-Nord, die PLU-Codes für jede Art von Waren (auch im Non-Food-Bereich) verwendeten. Diese lernintensive, aber kostensparende Preiseingabemethode wurde dort 2003 durch die Einführung von Scannerkassen teilweise abgeschafft, im Lebensmittelbereich werden sie noch verwendet.
Gutscheine von Fastfoodrestaurants tragen meist ebenfalls eine mit PLU-Codes gekennzeichnete Nummer, anhand derer die Mitarbeiter die Gültigkeit in der jeweiligen Filiale prüfen und den korrekten Preis eingeben können.
Die Gastronomie arbeitet mit PLU-Codes, wobei der Service wahlweise die Nummer (Beispiel: 42 für ein Wasser) eingeben oder den verkauften Artikel (das Wasser) aus einer Datenbank (Artikelstamm) auswählen kann.